# 卢穆瓦
卢穆瓦（法語：Lhoumois，法語發音：[lumwa]）是法国德塞夫勒省的一个市镇，属于帕尔特奈区。

## 地理
卢穆瓦（46°42'20"N, 0°7'13"W）面积9.67 平方千米，位于法国新阿基坦大区德塞夫勒省，该省份为法国西部内陆省份，北起曼恩-卢瓦尔省，西接旺代省，南至夏朗德省和滨海夏朗德省，东临维埃纳省。
与卢穆瓦接壤的市镇（或旧市镇、城区）包括：古尔热、欧比尼、奥鲁、拉佩拉特。

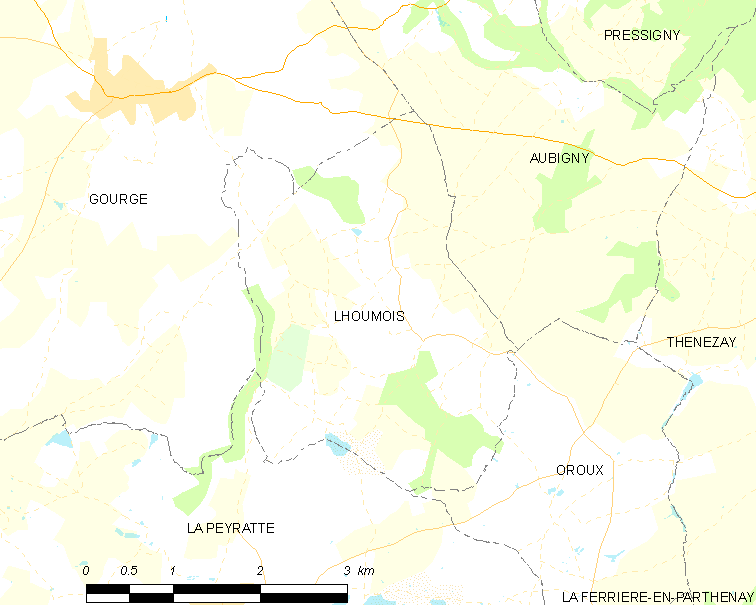
卢穆瓦的OSM定位图

卢穆瓦的时区为UTC+01:00、UTC+02:00（夏令时）。

## 行政
卢穆瓦的邮政编码为79390，INSEE市镇编码为79149。

## 政治
卢穆瓦所属的省级选区为拉加蒂讷县。

## 人口

1962-2008年间卢穆瓦人口变化图示

卢穆瓦于2022年1月1日时的人口数量为147人。